# 우키하시
우키하시(일본어: うきは市)는 일본 후쿠오카현 남동부에 있는 시이다.

## 지리
후쿠오카현 남부의 지쿠고 지방에 위치하고 오이타현 히타시와 인접한다. 지쿠고강을 사이에 두고 아사쿠라시와 접하고 서쪽은 구루메시 다누시마루정, 남쪽은 호시노촌과 인접한다. 시내를 규다이 본선과 국도 210호선이 동서로 횡단한다.
경제적으로는 구루메시, 아사쿠라시와의 관계가 강하고 양 도시 간의 통근 및 통학 인구가 많다. 또 현을 넘어 오이타현 히타시와의 경제적 관계도 있다. 그리고 일본에서는 사이타마시와 동일하게 히라가나로 구성된 이름을 가진 시 단위 지역으로 손에 꼽힌다.

## 인접하는 자치체
- 후쿠오카현
  - 구루메시
  - 아사쿠라시
  - 야메시

- 오이타현
  - 히타시

## 역사
- 2005년 3월 20일 - 우키하군 요시이정(吉井町), 우키하정(浮羽町)이 합병해 탄생하였다.

## 산업
주요 산업은 과수 재배로 포도, 딸기, 배, 감, 복숭아를 생산한다.

## 교통

### 철도
- 규슈 여객철도 규다이 본선

### 도로
- 국도 210호선
- 후쿠오카현도 제151호 구사노 구루메선

## 자매 도시
- 일본 홋카이도 에사시정